# Lê Văn Thìn
Lê Văn Thìn (sinh ngày 20 tháng 8 năm 1976) là luật gia, Đại biểu Quốc hội nước Cộng hòa xã hội chủ nghĩa Việt Nam. Ông hiện là Tỉnh ủy viên, Phó Trưởng Đoàn Đại biểu Quốc hội chuyên trách tỉnh Phú Yên, Ủy viên Ban Chấp hành trung ương Hội Luật gia Việt Nam, Chủ tịch Hội Luật gia tỉnh Phú Yên, Ủy viên Ủy ban Tư pháp của Quốc hội, Đại biểu Quốc hội khóa XV từ Phú Yên. Ông từng là Bí thư Đảng ủy, Giám đốc Sở Tư pháp tỉnh Phú Yên.
Lê Văn Thìn là đảng viên Đảng Cộng sản Việt Nam, học vị Cử nhân Luật, Cao cấp lý luận chính trị. Ông có sự nghiệp đều công tác ở quê nhà Phú Yên.

## Xuất thân và giáo dục
Lê Văn Thìn sinh ngày 20 tháng 8 năm 1976 tại xã Hòa Kiến, thành phố Tuy Hòa, tỉnh Phú Yên. Ông lớn lên và tốt nghiệp phổ thông ở Tuy Hòa, học đại học ở Thành phố Hồ Chí Minh và tốt nghiệp Cử nhân Luật. Ông được kết nạp Đảng Cộng sản Việt Nam vào ngày 29 tháng 3 năm 2005, trở thành đảng viên chính thức sau đó 1 năm, từng theo học các khóa chính trị ở Học viện Chính trị Quốc gia Hồ Chí Minh và tốt nghiệp Cao cấp lý luận chính trị. Nay ông thường trú ở Phường 9, thành phố Tuy Hòa.

## Sự nghiệp
Tháng 8 năm 1999, sau khi tốt nghiệp đại học, Lê Văn Thìn trở về Phú Yên, ký kết hợp đồng với Tòa án nhân dân thị xã Tuy Hòa, nay là thành phố Tuy Hòa, tỉnh Phú Yên, là Thư ký hợp đồng. Sau 2 năm ở đây, vào tháng 10 năm 2001, ông được tuyển dụng công chức vào Ủy ban nhân dân tỉnh Phú Yên, được bổ nhiệm làm Chuyên viên của Văn phòng Ủy ban nhân dân tỉnh. Tháng 12 năm 2007, ông được thăng chức Phó Trưởng phòng Nội chính – Văn xã của Văn phòng Ủy ban nhân dân tỉnh, rồi Trưởng phòng Nội chính từ tháng 3 năm 2009, kiêm Chủ tịch Công đoàn Văn phòng từ tháng 3 năm 2012. Tháng 7 năm 2015, ông được bầu làm Đảng ủy viên, được bổ nhiệm làm Phó Chánh Văn phòng Ủy ban nhân dân tỉnh, kiêm Trưởng ban Tiếp công dân tỉnh, sau đó kiêm nhiệm thêm là Phó Bí thư Đảng ủy, Chủ nhiệm Ủy ban Kiểm tra Đảng ủy Văn phòng.
Tháng 12 năm 2018, Lê Văn Thìn được bổ nhiệm làm Giám đốc Sở Tư pháp tỉnh Phú Yên, đồng thời là Bí thư Đảng ủy Sở, Ủy viên Ban Chấp hành Trung ương Hội Luật gia Việt Nam, Chủ tịch Hội Luật gia tỉnh. Tháng 10 năm 2020, tại Đại hội Đảng bộ tỉnh Phú Yên lần thứ XVII, nhiệm kỳ 2020–2025, ông được bầu làm Ủy viên Ban Chấp hành Đảng bộ tỉnh Phú Yên. Sang năm 2021, ông được Ủy ban Mặt trận Tổ quốc Việt Nam tỉnh giới thiệu tham gia ứng cử đại biểu Quốc hội từ Phú Yên, thuộc đơn vị bầu cử số 2 gồm thành phố Tuy Hòa, thị xã Sông Cầu, huyện Đồng Xuân, Tuy An, rồi trúng cử Đại biểu Quốc hội khóa XV với tỷ lệ 62,43%. Ngày 21 tháng 7 năm 2021, ông được phê chuẩn làm Ủy viên Ủy ban Tư pháp của Quốc hội và Phó Trưởng Đoàn Đại biểu Quốc hội chuyên trách tỉnh Phú Yên.